# Сухиничі-Головні
Сухиничі-Головні — залізнична станція Київського напрямку Московської залізниці, найбільший залізничний вузол Калузької області, пересадкова станція приміських електропоїздів, станція стикування постійного (до Москви) та змінного струму (до Брянська). Розташована в місті Сухиничі Калузької області.

## Історія
Відкрита 1899 року в ході будівництва залізничної лінії Москва — Брянськ — Льгов. Після прокладання через Сухиничі двох залізниць (гілки Москва — Брянськ товариства Московсько-Києво-Воронезької залізниці та гілки Данков — Смоленськ товариства Рязано-Уральської залізниці) добробут міста, торгівля і промисловість отримали додатковий поштовх до розвитку. Таким чином, будучи пов'язаний з найближчими і більш віддаленими поселеннями, це містечко привертало до проживання все більше населення, хоча і не мало статусу повітового. Навіть в перші роки після Жовтневого перевороту в Сухиничах щосуботи та щонеділі, як правило, були базарні дні, а двічі на рік ярмарки, які мали популярність не тільки у прилеглих, але і досить віддалених населених пунктів.

## Пасажирське сполучення

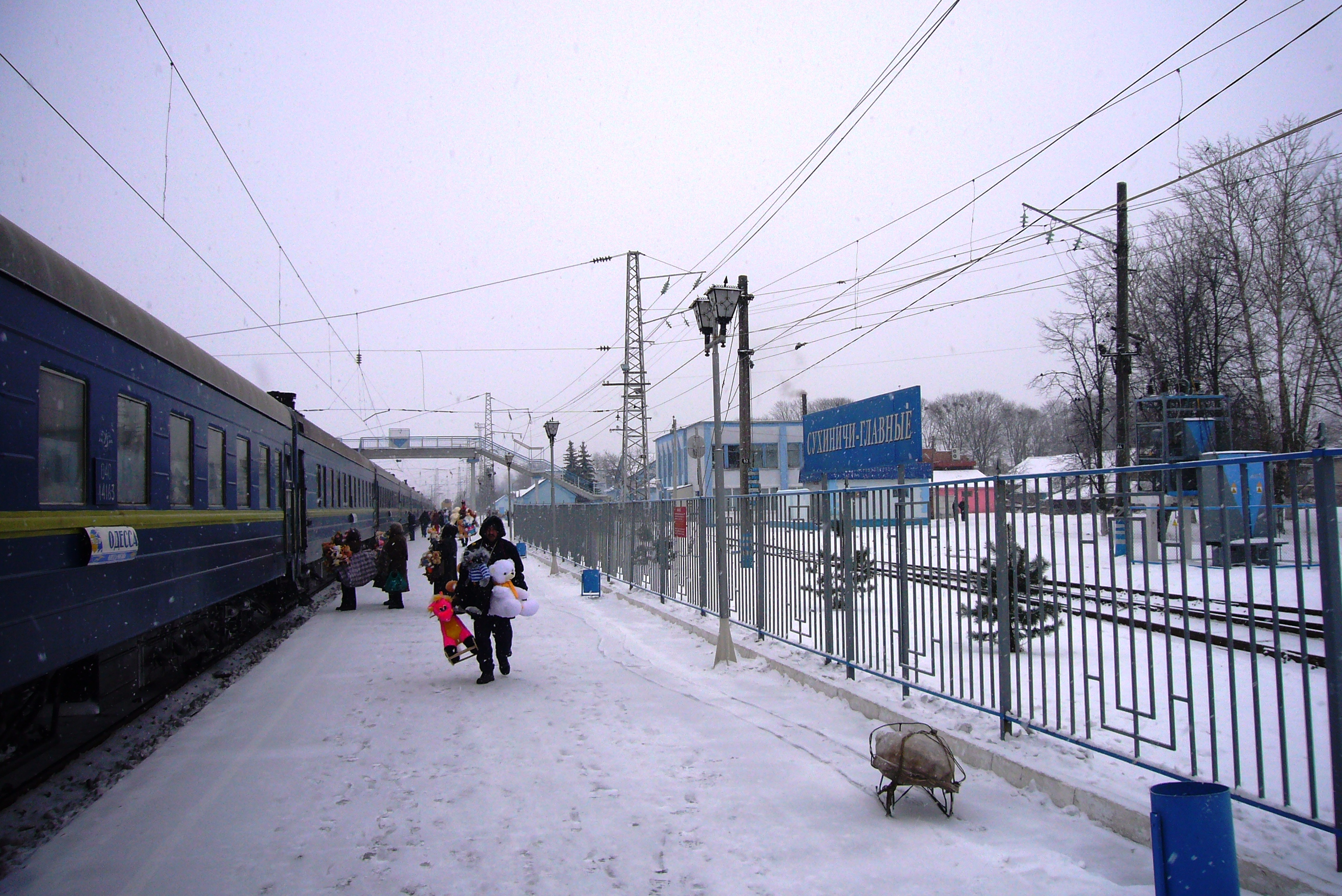
Нічний швидкий поїзд «Одеса» на станції Сухиничі-Головні

На станції Сухиничі-Головні усі потяги далекого сполучення здійснюють тривалі зупинки, серед яких тарифну зупинку здійснював єдиний з них фірмовий пасажирський потяг формування «Укрзалізниці» «Одеса». Стоянка потягів займає в середньому 20-25 хвилини через зміну електровозів постійного струму на електровози змінного струму або навпаки. Під час таких стоянок місцеві мешканці організовують на перонах станції продаж м'яких іграшок, сувенірів та домашньої їжі.
Потяги приміського сполучення з'єднують Сухиничі з Брянськом, Калугою, Козельськом, Спас-Деменськом, Фаянсовою. Раніше від станції Сухиничі-Головні курсували прямі електропоїзди до Москви-Київської.

## Комерційні операції, що виконуються на станції
- Продаж квитків.
- Прийом, видача багажу.
- Прийом, видача вагонних відправок вантажів (відкриті майданчики).
- Прийом, видача вантажів в універсальних контейнерах (3 та 5 т).